# Cronologia Star Trek
Aceasta este o cronologie simplificată a evenimentelor care au loc în grupul de emisiuni de televiziune și filme de lung metraj stabilite în universul  fictiv Star Trek. Multe date sunt estimative și diferitele seriale TV și filme nu sunt consecvente în utilizarea acestor date. Cronologii mai exhaustive sunt disponibile atât în lucrările de referință Star Trek cât și în diferite site-uri web ale fanilor.  

## Setările din seriale și filme
Acest tabel prezintă în funcție de serialul TV și de film, anul de lansare sau de difuzare, anul desfășurării acțiunii în conformitate cu cronologia Okuda (vezi mai jos) și data stelară corespunzătoare anului respectiv. Coloana Seriale TV bazate pe USS Enterprise prezintă diferitele „încarnări” ale navei USS Enterprise. Cronologia Star Trek cuprinde în ordine Star Trek: Enterprise (ENT), Star Trek: The Original Series (TOS), Star Trek: The Animated Series (TAS), Star Trek: The Next Generation (TNG) și toate cele 12 filme artistice Star Trek inclusiv realitatea alternativă bazate pe seria originală din cele mai noi filme ale lui J.J. Abrams.
| An                       | Data stelară | Seriale TV bazate pe USS Enterprise | Deep Space Nine | Voyager                                                                     | Cronologie modificată a realității |
| ------------------------ | ------------ | --- | --- | --------------------------------------------------------------------------- | ---------------------------------- |
| Nașterea Universului     |              | | | "Death Wish" (1996)                                                         |                                    |
| 3.5 miliarde ani în urmă |              | "All Good Things..." [linie temporală principală] (1994)/primordial Earth | |                                                                             |                                    |
| ~2840 î.Hr.              |              | "All Our Yesterdays" [linie temporală principală] (1969) | |                                                                             |                                    |
| 1893                     |              | "Time's Arrow" [linie temporală principală] (1992) | |                                                                             |                                    |
| 1930                     |              | "The City on the Edge of Forever" [linie temporală principală] (1967) | |                                                                             |                                    |
| 1944                     |              | "Storm Front" [linie temporală principală] (2004) | |                                                                             |                                    |
| 1947                     |              | | "Little Green Men" [linie temporală principală] (1995)                                                                               |                                                                             |                                    |
| 1957                     |              | "Carbon Creek" [linie temporală principală] (2002) | |                                                                             |                                    |
| 1968                     |              | "Assignment: Earth" [linie temporală principală] (1968) | |                                                                             |                                    |
| 1969                     |              | "Tomorrow Is Yesterday" [linie temporală principală] (1967) ("sfârșitul anilor 1960" în dialog, dar o transmisie radio precizează că Apollo 11 a fost lansat într-o zi de "miercuri") | |                                                                             |                                    |
| 1986                     |              | Călătoria acasă [linie temporală principală] (1986) | |                                                                             |                                    |
| 1992–1996                |              | Războaiele Eugenice | | "Future's End" [linie temporală principală]                                 |                                    |
| 2000                     |              | | | "11:59" [linie temporală principală]                                        |                                    |
| 2004                     |              | "Carpenter Street" [linie temporală principală] (2003) | |                                                                             |                                    |
| 2024                     |              | | "Past Tense" [linie temporală principală] (1995)                                                                                     |                                                                             |                                    |
| 2032                     |              | | | "One Small Step" [linie temporală principală] (1999)                        |                                    |
| 2049–2053                |              | Al Treilea Război Mondial | |                                                                             |                                    |
| 2054–2079                |              | Oroare post-atomică | |                                                                             |                                    |
| 2063                     |              | Primul Contact [linie temporală principală] (1996) | |                                                                             |                                    |
| 2151–2152                |              | Enterprise sezonul 1 (2001–2002) | |                                                                             |                                    |
| 2152–2153                |              | Enterprise sezonul 2 (2002–2003) | |                                                                             |                                    |
| 2153–2154                |              | Enterprise sezonul 3 (2003–2004) | |                                                                             |                                    |
| 2154–2155                |              | Enterprise sezonul 4 (2004–2005) | |                                                                             |                                    |
| 2156-2160                |              | Războiul Terestro-Romulan | |                                                                             |                                    |
| 2161                     |              | Episodul final Enterprise "These are the voyages..." simularea evenimentelor pe holopunte] (2005) Fondarea Federației Unite a Planetelor                                              | |                                                                             |                                    |
| 2233–2258                |              | Star Trek (2009) | |                                                                             | Star Trek (2009)                   |
| 2245-2250                |              | Nava tip Constitution- USS Enterprise (NCC-1701) este lansată sub comanda căpitanului Robert April și începe prima sa misiune de 5 ani.                                               | |                                                                             |                                    |
| 2254                     |              | "Cușca" (1964) | |                                                                             |                                    |
| 2259–2260                |              | | |                                                                             | Star Trek În întuneric 3D (2013)   |
| 2265                     | 1000–1499    | "Acolo unde nimeni nu a ajuns vreodată" (1965) | |                                                                             |                                    |
| 2266–2267                | 1500–3299    | Star Trek sezonul 1 (1966–1967) | |                                                                             |                                    |
| 2267–2268                | 3300–4799    | Star Trek sezonul 2 (1967–1968) | "Trials and Tribble-ations" [linie temporală principală - are loc în cadru seriei originale TOS' "The Trouble With Tribbles"] (1996) |                                                                             |                                    |
| 2268–2269                | 4800–5999    | Star Trek sezonul 3 (1968–1969) | |                                                                             |                                    |
| 2269                     | 4800–5999    | Star Trek: Seria animată sezonul 1 (1973–1974) | |                                                                             |                                    |
| 2270                     | 6000–7409    | Star Trek: Seria animată sezonul 2 (1974) | |                                                                             |                                    |
| 2273                     | 7410–7599    | Star Trek: Filmul (1979) | |                                                                             |                                    |
| 2278                     | 7818.1       | USS Bozeman este lansată: "Cause and Effect" (1992) | |                                                                             |                                    |
| 2285                     | 8100–8299    | Furia lui Khan (1982) The Search for Spock (1984) | |                                                                             |                                    |
| 2286                     | 8300–8399    | The Voyage Home (1986) | |                                                                             |                                    |
| 2287                     | 8400–8499    | The Final Frontier (1989) | |                                                                             |                                    |
| 2293                     | 9500–9999    | The Undiscovered Country (1991) Generations (Prologue) (1994) | | "Flashback" [flashback taking place within The Undiscovered Country] (1996) |                                    |
| 2364                     | 41000–41999  | Generația următoare sezonul 1 (1987–1988) | |                                                                             |                                    |
| 2365                     | 42000–42999  | Generația următoare sezonul 2 (1988–1989) | |                                                                             |                                    |
| 2366                     | 43000–43999  | Generația următoare sezonul 3 (1989–1990) | |                                                                             |                                    |
| 2367                     | 44000–44999  | Generația următoare sezonul 4 (1990–1991) | "Emissary" [flashback to the Battle of Wolf 359] (1993)                                                                              |                                                                             |                                    |
| 2368                     | 45000–45999  | Generația următoare sezonul 5 (1991–1992) | |                                                                             |                                    |
| 2369                     | 46000–46999  | Generația următoare sezonul 6 (1992–1993) | Deep Space Nine sezonul 1 (1993) |                                                                             |                                    |
| 2370                     | 47000–47999  | Generația următoare sezonul 7 (1993–1994) Finalul serialului Enterprise (2005) | Deep Space Nine sezonul 2 (1993–1994)                                                                                                |                                                                             |                                    |
| 2371                     | 48000–48999  | Generations (1994) | Deep Space Nine sezonul 3 (1994–1995)                                                                                                | Voyager sezonul 1 (1995)                                                    |                                    |
| 2372                     | 49000–49999  | | Deep Space Nine sezonul 4 (1995–1996)                                                                                                | Voyager sezonul 2 (1995–1996)                                               |                                    |
| 2373                     | 50000–50999  | First Contact (1996) | Deep Space Nine sezonul 5 (1996–1997)                                                                                                | Voyager sezonul 3 (1996–1997)                                               |                                    |
| 2374                     | 51000–51999  | | Deep Space Nine sezonul 6 (1997–1998)                                                                                                | Voyager sezonul 4 (1997–1998)                                               |                                    |
| 2375                     | 52000–52999  | Rebeliune (1998) | Deep Space Nine sezonul 7 (1998–1999)                                                                                                | Voyager sezonul 5 (1998–1999)                                               |                                    |
| 2376                     | 53000–53999  | | | Voyager sezonul 6 (1999–2000)                                               |                                    |
| 2377–2378                | 54000–55999  | | | Voyager sezonul 7 (2000–2001)                                               |                                    |
| 2379                     | 56000–56999  | Nemesis (2002) | |                                                                             |                                    |
| 2387                     | 64000-64999  | Star Trek (film) (2009) flashback, precum și în the Star Trek Comic: Star Trek: Countdown                                                                                             | |                                                                             |                                    |
| 2395                     | 72000-72999  | Finalul serialului Generația următoare: "All Good Things..." (1994) | |                                                                             |                                    |

## Cronologie
Cronologia este bazată pe modelul Star Trek Chronology descris mai jos, completat cu date de pe site-ul web startrek.com.
Notă: Multe dintre aceste date sunt aproximări rotunjite, deoarece dialogul din care au fost deduse deseori include calificative precum "peste", "mai mult" sau "mai puțin".   

### Anii „Î.Hr.”
- Big Bang
  - Quinn se ascunde în Big Bang, pentru a evita descoperirea sa de către Q.[2]
- c. 6 miliarde ani în urmă  
  - Guardian of Forever, un portal al timpului, este construit.[3]
- c. 4 miliarde ani în urmă 
  - O civilizație umanoidă răspândește în oceanele mai multor planete material genetic, lucru care a dus la dezvoltarea de umanoizi pe numeroase planete.[4]
- c. 65 - 100 milioane ani în urmă  
  - Dinozaurii (civilizația Voth) din episodul "Distant Origin" sunt cel mai probabil urmașii Hadrosauridilor care au trăit în perioada terestră a Cretacicului.
- c. 1 milion ani în urmă 
  - Poporul lui Sargon explorează galaxia și colonizează diferite plantete, printre care posibil și Vulcan.[5]
- c. 600.000 ani în urmă 
  - Imperiul Tkon, un stat interstelar format din zeci de sisteme stelare din Cuadrantul Alfa, dispare.
- c. 200.000 ani în urmă 
  - Civilizația Iconiană este distrusă.
- c. 8.000 î.Hr.
  - Este fondat Dominion în Cuadrantul Gamma de către o rasă de Polimorfi, posibil sub o formă diferită față de cronologia modernă.[6]
- c. 2700 î.Hr.
  - Un grup de extratereștri coboară pe Pământ și sunt apoi cunoscuți de oameni ca zei ai Greciei antice - episodul "Who Mourns for Adonais?".

### Mileniul 1
- c. secolul al IV-lea
  - Timpul Trezirii (Time of Awakening) pe  Vulcan. În mijlocul războaielor oribile de pe Vulcan, filozoful Surak își conduce poporul învățându-i să îmbrățișeze logica și să-și suprime toate emoțiile.[7]
  - Dominionul ar fi fost fondat în Cuadrantul Gamma de către o rasă de Polimorfi în această perioadă.[8]
- cca. secolul al IX-lea
  - „Kahless cel de neuitat” unește Klingonienii prin înfrângerea tiranului Molor în luptă și oferă poporul său învățături bazate pe o filozofie a onoarei.[9]

### Înainte de secolul al XX-lea
- cca. 1570
  - Bajoranii vechi folosesc nave cu vele solare pentru a explora sistemul lor stelar și cel puțin o navă ajunge pe Cardassia.[10]
- secolul al XVIII-lea
  - Planeta Suliban devine nelocuibilă. ("Detained" (ENT))
  - Păstrătorii (Preservers) transportă diferiți nativi americani către o planetă îndepărtată.[11]
- cca. 1864
  - Scagaranii răpesc oameni pentru a fi folosiți ca sclavi în lumea lor colonie (așa cum este menționat în episodul Enterprise sezonul 3: North Star)
- cca. 1871
  - Uniunea Cardassiană este fondată.[12]
- 1888
  - 31 august - Prima victimă a lui Jack Spintecătorul este ucisă și mutilată în Estul Londrei (așa cum este menționat în episodul original, sezonul 2,  Wolf in the Fold)
- c. 1893
  - "Time's Arrow" (TNG)[13]

### Secolul al XX-lea
- 1930
  - "The City on the Edge of Forever" (TOS)
- 1937
  - Câteva sute de oameni sunt răpiți în secret de extratereștri și duși în Cuadrantul Delta. Șase sunt înghețați criogenic, inclusiv pilotul de mult timp pierdut Amelia Earhart. Episodul "The 37's" (VOY)
- 1944
  - "Storm Front"  (ENT) - istorie alternativă: extratereștrii permit naziștilor să cucerească America de Nord, Jonathan Archer i se alătură lui Silik pentru a reface linia temporală si a pune capăt Războiului Rece Temporal
- 1947
  - Trei Ferengi (Quark, Rom și Nog) se prăbușesc cu o navă spațială în deșertul New Mexico și sunt reținuți de guvernul SUA într-o bază secretă pentru studiu științific. "Little Green Men" (DS9)
- 1957
  - Conform unei relatări a lui T'Pol, o navă cercetaș de pe Vulcan vizitează Terra cu ocazia lansării primului satelit artificial terestru Sputnik. "Carbon Creek" (ENT)
- 1961
  - 5 mai - Alan Shepard este primul astronaut american care călătorește în spațiu.
- 1967
  - Nava temporală a Federației din sec. 29, condusă de Captain Braxton', Aeon se prăbușește pe Pământ. "Future's End" (Voyager)
- 1968
  - "Assignment: Earth" (TOS)
- 1969
  - "Tomorrow Is Yesterday" (TOS)
  - 16 iulie - Apollo 11 este lansat.
  - Aselenizare
- 1971
  - 30 mai - Mariner 9 este lansat într-o misiune spre planeta Marte.
- 1973
  - 14 mai - Skylab este lansat.
  - 20 august - Viking 1 este lansat într-o misiune spre planeta Marte.
- 1980
  - 22 septembrie - Midtown Stabber face primele sale victime în Buffalo, New York, Statele Unite. (conform episodului TOS,  sezonul 2, „Wolf in the Fold”)
- 1986
  - Star Trek IV: The Voyage Home
- 1992
  - Încep Războaiele Eugenice.[14]  (Conform episodului DS9 "Doctor Bashir, I Presume?" acest eveniment a avut loc în secolul 21)
- 1996
  - Se termină Războaiele Eugenice.[14] (Conform episodului DS9 "Doctor Bashir, I Presume?" acest eveniment a avut loc în secolul 21)
  - "Future's End" (VOY)
- 1999
  - Voyager 6 este lansat [15]

### Secolul al XXI-lea
- 2000
  - Evenimente din trecut prezentate în episodul "11:59" (VOY).
- 2002
  - Proba interstelară Nomad este lansată.[1][16]
- 2004
  - Evenimente din trecut prezentate în episodul "Carpenter Street" (ENT).
- 2009
  - Este lansată cu succes prima sondă spațială Pământ-Saturn.[1][17]
- 2012
  - Primul mediu civic din lume de sine stătător, Millennium Gate, care a devenit modelul pentru primul habitat de pe planeta Marte, este finalizat în Portage Creek, Indiana. ("11:59", Voyager)
- 2018
  - Navele spatiale cu echipaj în stare de hibernare devin învechite.[18]
- 2024
  - Are loc reunificarea Irlandei ca urmare a utilizării prelungite a violenței ca instrument politic de către forțele pro-unificare (TNG "The High Ground")
  - Evenimente din trecut prezentate în episodul "Past Tense" (DS9). Și anume "Bell Riots".
- 2032
  - Ares IV, o misiune umană către Marte, este lansată.[19]
  - Zefram Cochrane se naște
- 2037
  - Nava spațială Charybdis face o încercare de a părăsi sistemul solar.[20]
- 2053
  - Se sfârșește Al Treilea Război Mondial lăsând Pământul aproape complet devastat, mai ales din cauza războiului nuclear. Progresul științific continuă, cu toate acestea.[21] (În seria originală războiul are loc în anii 1990[14])
- 2063
  - Evenimente din trecut prezentate în Star Trek: First Contact. Zefram Cochrane face primul zbor spațial uman la viteză warp cu  Phoenix. Acest lucru atrage rasa Vulcan care fac primul contact cu oamenii.
- cca. 2065
  - Nava SS Valiant este lansată.[1][22]
- 2067
  - Sonda spațială interstelară automată cu motor warp Friendship 1 este lansată[23]
- 2069
  - Nava colonie SS Conestoga este lansată. Aceasta va întemeia o colonie terestră, Terra Nova.[24]
- 2079
  - Pământ începe să-și revină de pe urma războiului nuclear.[25] Recuperarea este ajutată și parțial organizată de către o entitate politică nou înființată denumită  Hegemonia europeană.[1]
- 2088
  - T'Pol se naște.

### Secolul al XXII-lea
- 2103
  - Pământul colonizează planeta Marte
- 2111
  - Jonathan Archer se naște în nordul statului New York, Pământ.[26]
- 2119

### Secolul al XXIII-lea
- 2222
  - Montgomery Scott se naște în Scoția.[27]
- 2227
  - Leonard McCoy se naște în Georgia, America de Nord.[28]
- 2230

### Secolul al XXIV-lea
- 2305
  - Jean-Luc Picard se naște în LaBarre, Franța, Pământ.[29]
- 2311
  - Incidentul Tomed dintre Romulani și Federație.[1][30]
- 2324

### Secolul al XXVI-lea
- c. 2540-2550 
  - Nava stelară Enterprise J este construită și ia parte la Bătălia pentru Procyon V împotriva Spherebuilders așa cum reiese din episodul Enterprise "Azati Prime".

### Secolul al XXXI-lea
- Episodul cu călătorul în timp Daniels din Enterprise
  - "Cold Front", "Shockwave", "Azati Prime"

## Legături externe
- Cronologia din Star Trek Arhivat în 25 octombrie 2015, la Wayback Machine. la ro.memory-alpha.wikia.com
- Memory Alpha, the Star Trek wiki: Category:Timeline